# Windmühle am Hafen
Die Windmühle am Hafen in der niedersächsischen Stadt Osterholz-Scharmbeck, Ortsteil Osterholz, Hafenstraße 27, stammt aus dem letzten Drittel des 18. Jahrhunderts. Als Mühle war sie bis 1934 in Betrieb. Zuletzt wurde sie als Gaststätte genutzt.

## Geschichte und Beschreibung
An der Stelle einer ehemaligen Kornwassermühle auf der Scharmbecker Loge baute 1769 Lüer Steffens eine Kornwindmühle als Galerieholländer mit Steert, zwei Mehl- und Schrotgängen, und einem Windrad mit 22,5 m Durchmesser. Die Nutzer kamen aus den Ansiedlungen am Heidkamp, Osterholz, Scharmbeck und aus dem Teufelsmoor. Sie lieferten ihr Korn per Schiff zum Osterholzer Hafen. Trotz des Privilegs, dass keine andere Mühle in der Nähe angelegt werden dürfe, genehmigte die Regierung in Stade 1795 eine weitere Windmühle bei Pennigbüttel.
Der letzte Müller Albert Puff stellte den Mühlbetrieb 1934 ein. 1946 zerstörte ein Blitz die Flügel. Danach nutzte eine Gaststätte den Rumpf mit Reetbehang und Kappe mit Reetdeckung sowie neuere eingeschossige Anbauten. Der Hafen wurde zum Bootshafen.
Die Mühle ist die Nr. 35 in der Niedersächsischen Mühlenstraße, Region zwischen Nordsee, Elbe und Weser – Landkreis Osterholz.